# 哈爾科夫戰役 (2022年)
哈尔科夫战役是2022年2月至2022年5月在乌克兰哈尔科夫市及其周边地区发生的一场军事交战，是2022年俄罗斯入侵乌克兰期间乌克兰东北部攻势和乌克兰东部攻势的一部分。 哈尔科夫位于俄罗斯-乌克兰边界以南仅30（19英里）处，是一座以俄语为主的城市，是乌克兰第二大城市，在入侵初期是俄罗斯军队的主要目标。烏克蘭總統顧問阿列克谢·阿列斯托维奇將该战役其描述為“21世紀的斯大林格勒保卫战” 。
到5月13日，乌克兰军队已将试图包围这哈尔科夫市的俄罗斯部队推回至乌俄边境。 有报道称，俄罗斯已从该地区撤出部队。 战争研究所(ISW)认为，乌克兰“很可能赢得了哈尔科夫战役”。 然而，俄军仍继续轰炸哈尔科夫。到5月20日，俄罗斯军队再次炮击哈尔科夫市。 6月12日，国际特赦组织声称它发现了俄罗斯大量使用被广泛禁止的集束弹药的证据，例如 9N210/9N235 集束炸弹，以及发射小型地雷的布撒器，这些弹药会在一定时间间隔内爆炸。 

哈尔科夫市的战斗结束四个月后，乌克兰武装部队于9月初乌军发动了大规模的哈尔科夫反攻，夺回了哈尔科夫州剩余的俄占领土并大大减轻了哈尔科夫市所面临的防御压力。
由于随后位于城市附近的俄罗斯军队被击退，导致哈尔科夫的压力大大减轻。这场战役的意义和重要性被与美国独立战争期间的萨拉托加战役相比。

## 戰事

### 2022年2月
2022年2月24日，在別爾哥羅德集結的俄羅斯軍隊越過邊界，開始向哈爾科夫推進。第92機械化旅旅長表示凌晨4點時聽到爆炸聲。
2022年2月25日，哈尔科夫州州长奥列格·西涅古博夫宣布，俄罗斯军队正从苏梅等方向对哈尔科夫发起进攻。該市北郊的齊爾庫內附近爆發了激烈的戰鬥。
有传言说頓涅茨河在佩切尼希的水坝在战争中被炸毁；2月26日，中国“海丝一号”合成孔径雷达卫星发现，大坝依然完好。
2月27日早上，俄罗斯军队攻入哈尔科夫。雙方在市內展開激戰。下午，哈尔科夫州州长表示乌克兰军队已经完全控制了哈尔科夫。不過城郊仍有大批俄軍進駐，攻城戰一直持續到五月底，烏軍才逐漸開始擊退俄羅斯。

### 3月
3月1日上午，一枚俄羅斯3M-54導彈擊中了哈爾科夫市中心的自由廣場。斯洛文尼亞領事館在爆炸中被摧毀，歌劇院和音樂廳也遭到破壞。地方政府稱襲擊中至少有29死24傷。